# Single numer jeden w roku 2019 (Rosja)
Notowania City & Country Radio Hits publikowane i kompletowane są przez portal internetowy Tophit w oparciu o cotygodniowe wyniki odtworzeń w stacjach radiowych w Rosji. Poniżej znajduje się tabela prezentująca najpopularniejsze single w danych tygodniach w roku 2019.
W 2019 jedenaście singli różnych artystów osiągnęło szczyt rosyjskiego notowania Tophit, licząc także utwór „Love & Lover” w wykonaniu Leonida Rudenko, Aliny Eremii i Dominique Young Unique, który już pod koniec 2018 znalazł się na pierwszym miejscu listy.

## Historia notowania
| Data publikacji | Tytuł                 | Artysta                                                          | Źródło |
| --------------- | --------------------- | ---------------------------------------------------------------- | ------ |
| 7 stycznia      | „Love & Lover”        | Leonid Rudenko, gościnnie: Alina Eremia i Dominique Young Unique | [ 4 ]  |
| 14 stycznia     | „Love & Lover”        | Leonid Rudenko, gościnnie: Alina Eremia i Dominique Young Unique | [ 5 ]  |
| 21 stycznia     | „Love & Lover”        | Leonid Rudenko, gościnnie: Alina Eremia i Dominique Young Unique | [ 6 ]  |
| 28 stycznia     | „Love & Lover”        | Leonid Rudenko, gościnnie: Alina Eremia i Dominique Young Unique | [ 7 ]  |
| 4 lutego        | „Love & Lover”        | Leonid Rudenko, gościnnie: Alina Eremia i Dominique Young Unique | [ 8 ]  |
| 11 lutego       | „Love & Lover”        | Leonid Rudenko, gościnnie: Alina Eremia i Dominique Young Unique | [ 9 ]  |
| 18 lutego       | „Love & Lover”        | Leonid Rudenko, gościnnie: Alina Eremia i Dominique Young Unique | [ 10 ] |
| 25 lutego       | „Love & Lover”        | Leonid Rudenko, gościnnie: Alina Eremia i Dominique Young Unique | [ 11 ] |
| 4 marca         | „Love & Lover”        | Leonid Rudenko, gościnnie: Alina Eremia i Dominique Young Unique | [ 12 ] |
| 11 marca        | „Love & Lover”        | Leonid Rudenko, gościnnie: Alina Eremia i Dominique Young Unique | [ 13 ] |
| 18 marca        | „Love & Lover”        | Leonid Rudenko, gościnnie: Alina Eremia i Dominique Young Unique | [ 14 ] |
| 25 marca        | „Au Au”               | Filatov & Karas                                                  | [ 15 ] |
| 1 kwietnia      | „Au Au”               | Filatov & Karas                                                  | [ 16 ] |
| 8 kwietnia      | „Grustnyj’ dens”      | Artik & Asti, gościnnie: Artem Kaszer                            | [ 17 ] |
| 15 kwietnia     | „Grustnyj’ dens”      | Artik & Asti, gościnnie: Artem Kaszer                            | [ 18 ] |
| 22 kwietnia     | „Grustnyj’ dens”      | Artik & Asti, gościnnie: Artem Kaszer                            | [ 19 ] |
| 29 kwietnia     | „Grustnyj’ dens”      | Artik & Asti, gościnnie: Artem Kaszer                            | [ 20 ] |
| 6 maja          | „Grustnyj’ dens”      | Artik & Asti, gościnnie: Artem Kaszer                            | [ 21 ] |
| 13 maja         | „Giant”               | Calvin Harris, Rag’n’Bone Man                                    | [ 22 ] |
| 20 maja         | „Manana”              | Tim3bomb                                                         | [ 23 ] |
| 27 maja         | „Bad Guy”             | Billie Eilish                                                    | [ 24 ] |
| 3 czerwca       | „Bad Guy”             | Billie Eilish                                                    | [ 25 ] |
| 10 czerwca      | „Bad Guy”             | Billie Eilish                                                    | [ 26 ] |
| 17 czerwca      | „Bad Guy”             | Billie Eilish                                                    | [ 27 ] |
| 24 czerwca      | „Bad Guy”             | Billie Eilish                                                    | [ 28 ] |
| 1 lipca         | „Bad Guy”             | Billie Eilish                                                    | [ 29 ] |
| 8 lipca         | „Bad Guy”             | Billie Eilish                                                    | [ 30 ] |
| 15 lipca        | „Bad Guy”             | Billie Eilish                                                    | [ 31 ] |
| 22 lipca        | „Bad Guy”             | Billie Eilish                                                    | [ 32 ] |
| 29 lipca        | „Bad Guy”             | Billie Eilish                                                    | [ 33 ] |
| 5 sierpnia      | „Bad Guy”             | Billie Eilish                                                    | [ 34 ] |
| 12 sierpnia     | „Bad Guy”             | Billie Eilish                                                    | [ 35 ] |
| 19 sierpnia     | „Bad Guy”             | Billie Eilish                                                    | [ 36 ] |
| 26 sierpnia     | „Bad Guy”             | Billie Eilish                                                    | [ 37 ] |
| 2 września      | „Piece of Your Heart” | Meduza, gościnnie: Goodboys                                      | [ 38 ] |
| 9 września      | „Piece of Your Heart” | Meduza, gościnnie: Goodboys                                      | [ 39 ] |
| 16 września     | „Señorita”            | Shawn Mendes i Camila Cabello                                    | [ 40 ] |
| 23 września     | „NBA”                 | RSAC                                                             | [ 41 ] |
| 30 września     | „Pod gipnozom”        | Artik & Asti                                                     | [ 42 ] |
| 7 października  | „Pod gipnozom”        | Artik & Asti                                                     | [ 43 ] |
| 14 października | „NBA”                 | RSAC                                                             | [ 44 ] |
| 21 października | „Pod gipnozom”        | Artik & Asti                                                     | [ 42 ] |
| 28 października | „Pod gipnozom”        | Artik & Asti                                                     | [ 45 ] |
| 4 listopada     | „Pod gipnozom”        | Artik & Asti                                                     | [ 46 ] |
| 11 listopada    | „Credo”               | Zivert                                                           | [ 47 ] |
| 18 listopada    | „Credo”               | Zivert                                                           | [ 48 ] |
| 25 listopada    | „Credo”               | Zivert                                                           | [ 49 ] |
| 2 grudnia       | „Credo”               | Zivert                                                           | [ 50 ] |
| 9 grudnia       | „Credo”               | Zivert                                                           | [ 51 ] |
| 16 grudnia      | „Credo”               | Zivert                                                           | [ 52 ] |
| 23 grudnia      | „Credo”               | Zivert                                                           | [ 53 ] |
| 30 grudnia      | „Credo”               | Zivert                                                           | [ 54 ] |